# Johann Wolter
Johann Wolter (* 1665 in Lübeck; † 17. August 1721 ebenda) war Jurist (Dr. jur.) und Ratsherr der Hansestadt Lübeck, Sohn des Kaufmannes Michael Wolter.

## Leben
Wolter studierte Rechtswissenschaften von 1685 bis 1689 an den Universitäten Kiel und Frankfurt/Oder. 1692 ist er als Defendent an der Universität Wittenberg belegt. Nach seiner Grand Tour nach Italien wurde er Advokat in seiner Heimatstadt Lübeck. 1708 wurde er in den Lübecker Rat erwählt. Als Gesandter vertrat er den Rat der Stadt in diplomatischen Missionen 1712 in Stockholm, 1714 in Stralsund bei König Karl XII. von Schweden, 1717 in Berlin bei Zar Peter dem Großen und 1719 bei den Friedensverhandlungen in Stockholm. Er war verheiratet mit einer Anna Elsabe, Tochter des Lübecker Ratsherrn Dietrich Bartels.